# 마술사 (1958년 영화)
《마술사》(스웨덴어: Ansiktet, 영어: The Magician (미국 개봉명) 또는 The Face (영국 개봉명))는 1958년 개봉한 스웨덴의 흑백, 드라마 영화이다. 잉마르 베리만이 감독과 각본을 맡았다. 제23회 베네치아 국제 영화제(1959년) 심사위원 특별상 수상작이다.

## 출연

### 주연
- 막스 폰 시도우
- 잉그리드 서린

### 조연
- 거너 본스트랜드
- 벵 에커로
- 비비 앤더슨
- 라르스 엑보르그
- 얼랜드 조셉슨

## 기타
- 미술: P.A. Lundgren
- 의상: Greta Johansson, 마네 린드홈

## 같이 보기
- 제31회 아카데미상 외국어영화상 출품작 목록